# Unio Apostolica
Die Unio Apostolica auch als Unio Apostolica Cleri (Abkürzung: UAC) bekannt,  ist ein im Jahr 1862 gegründeter Priesterverein. Seit 1921 trägt er die Bezeichnung „Erzbruderschaft der Weltpriester des heiligsten Herzen Jesu“. Die internationale Vereinigung von Bischöfen, Priestern und Diakonen zählt etwa 30 000 Mitglieder und existiert weltweit in 50 Nationen.

## Geschichte
Die geistigen Väter der Priestervereinigung sind Bartholomäus Holzhauser (1613–1658), der Mainzer Bischof Wilhelm Emmanuel von Ketteler (1811–1870) und der französische Priester Victor Emmanuel Lebeurier (1832–1918). Der letztere gilt als der Gründungsvater der Unio Apostolica. Die ersten Treffen begannen 1862 in Paray-le-Monial und nahmen 1880 in Paris konkrete Versammlungsformen an. Mit einem apostolischen Schreiben vom 31. Mai 1880 genehmigte Papst Leo XIII. die Priesterbruderschaft als ein Institut des geweihten Lebens und erneuerte dieses im Jahre 1887. Er stellte die Priestervereinigung unter den persönlichen Schutz von Kurienkardinal Lucido Maria Parocchi. Papst Pius X. (1903–1914) wurde zum Förderer der Priestergemeinschaft und erteilte  1903 die erneute päpstliche Anerkennung.

## Zweck und Aufgabe
Ihren Mitgliedern will sie pastorale Anregungen geben, ihnen Hilfe anbieten und sie zur Spiritualität (z. B. mit Exerzitien) ermutigen. Ihre vier Grundpfeiler sind eine apostolische Lebensweise, das Leben in Gemeinschaft, der sakramentale Hilfsdienst und gegenseitiger Beistand. Das Statut aus dem Jahr 1997/98 gibt als Zweck an: „Um in der pastoralen Liebe zu wachsen, stehen die Mitglieder der Unio Apostolica treu zu Christus und seiner Kirche. Sie helfen einander und allen Mitbrüdern, damit das Leben in Gemeinschaft in einer wahren sakramentalen Brüderlichkeit Ausdruck findet.“ (Statut, Trier 1998).  Ihr Wahlspruch lautet: „Omnia sacratissimo Cordi Jesu per Mariam Immaculatam“. Zu den Pflichten gehört die tägliche Führung des Rechenschaftsberichtes, monatliche Beichte und jährlich eine Heilige Messe für die verstorbenen Mitglieder. Mit ihrer Mitgliedschaft erhalten die Geistlichen eine erhöhte Weihevollmacht für Andachtsgegenstände, Rosenkränze und Kruzifixe. Die Internationale Unio Apostolica wird von einem Direktorium geleitet, dieses besteht aus dem Präsidenten (seit 1991 Giuseppe Magrin), dem Generalsekretär und zwei weiteren Mitgliedern.